# 렘노트르담
렘노트르담(프랑스어: Rhêmes - Notre-Dame  [ʁɛm nɔtʁə dam][*])은 이탈리아 북서부의 발레다오스타주 지역에 있는 마을이자 코뮌이다.

## 지리

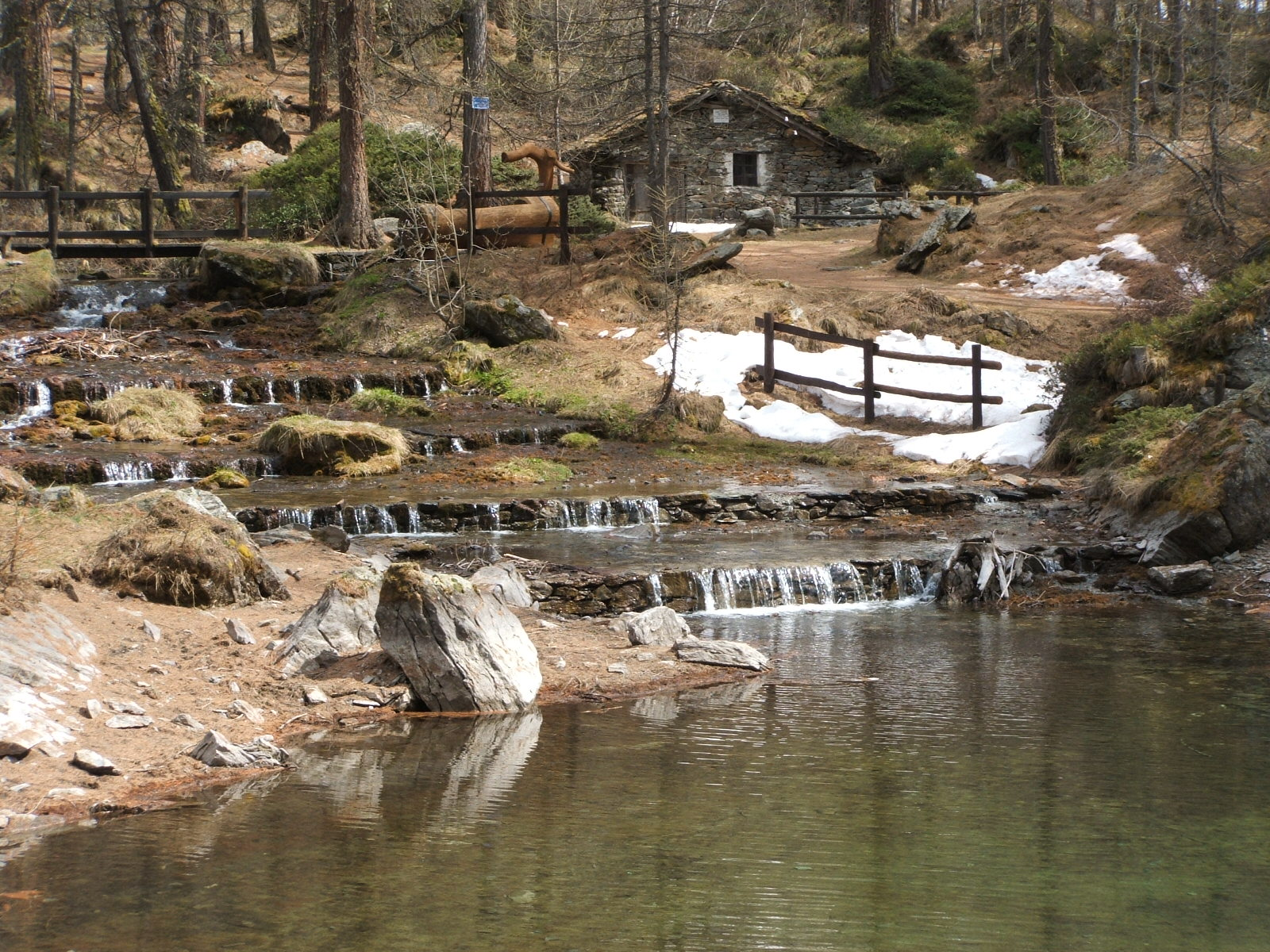
펠라우드 호수

렘노트르담은 레메스 계곡 상류에 위치한 산악 마을이다. 그것은 그란파라디조 국립공원의 일부이다. 산과 빙하로 둘러싸여 있다. 일부 호텔과 내리막 슬로프가 있음에도 불구하고, 여전히 시골 건축 구조의 자연적인 장소이다.

### 기후
고도 때문에 겨울은 춥고 눈이 내린다. 반면 여름은 신선하다. 온도는 겨울 동안 최소 -15°C에서 여름 동안 최대값 22~23°C까지 다양하다.

## 경제
렘노트르담의 경제는 겨울에는 스키를, 여름에는 산악자전거와 여행을 기반으로 한다. 그러나 이곳의 과거를 특징 짓는 소 사육과 같은 일부 농업 활동이 여전히 있다.